# Dragons de Rouen
Rouen Hockey Élite 76, mer kända under namnet Dragons de Rouen, är en fransk ishockeyklubb från Rouen, departementet Seine-Maritime, som spelar i Frankrikes högsta division, Ligue Magnus.